# ديلون بيل
ديلون بيل (بالإنجليزية: Dillon Bell)‏ هو سياسي نيوزلندي، ولد في 8 أكتوبر 1822 في بوردو في فرنسا، وتوفي في 8 يوليو 1898 في أوتاغو في نيوزيلندا. انتخب وزير المالية ‏ وانتخب عضو مجلس النواب النيوزيلندي.